# Койнадуґу
Койнаду́ґу (англ. Koinadugu) — один із 5 округів Північної провінції Сьєрра-Леоне. Адміністративний центр — місто Кабала. Округ є найбільшим та найпівнічнішим, має державний кордон із Гвінеєю.

## Населення
Населення округу становить 409372 особи (2015; 265758 у 2004, 183286 в 1985, 155341 в 1974, 137806 в 1963).

## Адміністративний поділ
У адміністративному відношенні округ складається з 11 вождівств:
| №  | Назва             | Оригінальна назва | Площа, км² | Населення, осіб (2004) | Населення, осіб (2015) | Адміністративний центр |
| -- | ----------------- | ----------------- | ---------- | ---------------------- | ---------------------- | ---------------------- |
| 1  | Вара-Вара-Бафодья | Wara-Wara Bafodia | 938,7      | 25 713                 | 34 606                 | Бафодья                |
| 2  | Вара-Вара-Яґала   | Wara-Wara Yagala  | 327,9      | 27 168                 | 36 145                 | Ґбавурія               |
| 3  | Дембелья-Сінкунья | Dembelia-Sinkunia | 463,2      | 13 921                 | 21 449                 | Сінкунья               |
| 4  | Діанґ             | Diang             | 1064,9     | 19 700                 | 29 063                 | Кондембая              |
| 5  | Касунко           | Kasunko           | 947,1      | 20 357                 | 24 796                 | Фадуґу                 |
| 6  | Монґо             | Mongo             | 1697,5     | 29 294                 | 47 836                 | Бендуґу                |
| 7  | Нея               | Neya              | 1437,5     | 33 426                 | 42 704                 | Крубол                 |
| 8  | Ньєні             | Nieni             | 2272,8     | 39 107                 | 78 199                 | Їффін                  |
| 9  | Сенґбе            | Sengbe            | 1186,2     | 22 458                 | 38 016                 | Йоґомая                |
| 10 | Суліма            | Sulima            | 1264,3     | 20 062                 | 35 639                 | Фалаба                 |
| 11 | Фолосаба-Дембелья | Folosaba Dembelia | 776,0      | 14 552                 | 20 919                 | Мусая                  |

## Господарство
Основою економіки округу є видобуток діамантів та золота, а також розвинене сільське господарство, а саме вирощування рису, манго, какао, бобових, кокосової пальми та розведення корів.